# Виле Сасо (Анкона)
Виле Сасо (итал. Ville Sasso) насеље је у Италији у округу Анкона, региону Марке.
Према процени из 2011. у насељу је живело 34 становника. Насеље се налази на надморској висини од 309 м.